# Jonesboro (Georgia)
Jonesboro – miasto w Stanach Zjednoczonych, w stanie Georgia, siedziba administracyjna hrabstwa Clayton.